# Nokia Lumia 520
Nokia Lumia 520 — смартфон із серії Lumia, розроблений компанією Nokia, анонсований 25 лютого 2013 року на MWC у Барселоні. Апарат працює під управлінням Windows Phone 8 і є смартфоном середнього рівня.

## Характеристики смартфону

### Апаратне забезпечення
Смартфон працює на базі двоядерного процесора Snapdragon S4 Plus (MSM8227) від Qualcomm, що працює із тактовою частотою 1 ГГц (архітектура ARMv7), графічний процесор — Adreno 305. Оперативна пам'ять — 512 Мб і вбудована пам'ять — 8 Гб (слот розширення пам'яті microSD до 64 Гб). Апарат оснащений 4-дюймовим (101,6 мм відповідно) екраном із розширенням 480 x 800 пікселів, тобто із щільністю пікселів 235 (ppi), що виконаний за технологією IPS LCD. В апарат вбудовано 5-мегапіксельну основну камеру, що може знімати HD-відео (720p) із частотою 30 кадрів на секунду, фронтальна камера відсутня. Дані передаються бездротовими модулями Wi-Fi (802.11a/b/g/n), Bluetooth 3.0. Вбудована антена стандарту GPS + GLONASS. Весь апарат працює від Li-ion акумулятора ємністю 1430 мА·г, що може пропрацювати у режимі очікування 360 годин (15 днів), у режимі розмови — 14,8 години, і важить 124 грами.

### Програмне забезпечення
Смартфон Nokia Lumia 520 постачається із встановленою операційною системою Windows Phone 8 (оновлюється до Widows Phone 8.1) від Microsoft.